# Universidad Yachay Tech
La Universidad de Investigación de Tecnología Experimental Yachay, también conocida como Universidad Yachay o Yachay Tech es una universidad pública del Ecuador, situada en Ciudad del Conocimiento Yachay, cantón San Miguel de Urcuquí, provincia de Imbabura. Su nombre es inspirado de la palabra kichwa "yachay" que significa "conocimiento". El plan de estudios se centra el área científico-tecnológica, y uno de sus principales componentes es la formación dual, donde los alumnos compaginan el aprendizaje académico en el aula con prácticas laborales en la empresa.

## Historia
El 31 de marzo de 2014, inició sus labores académicas, con 187 alumnos de 22 provincias del Ecuador que obtuvieron un cupo en el Examen Nacional para la Educación Superior, prueba de acceso al sistema de educación superior público.

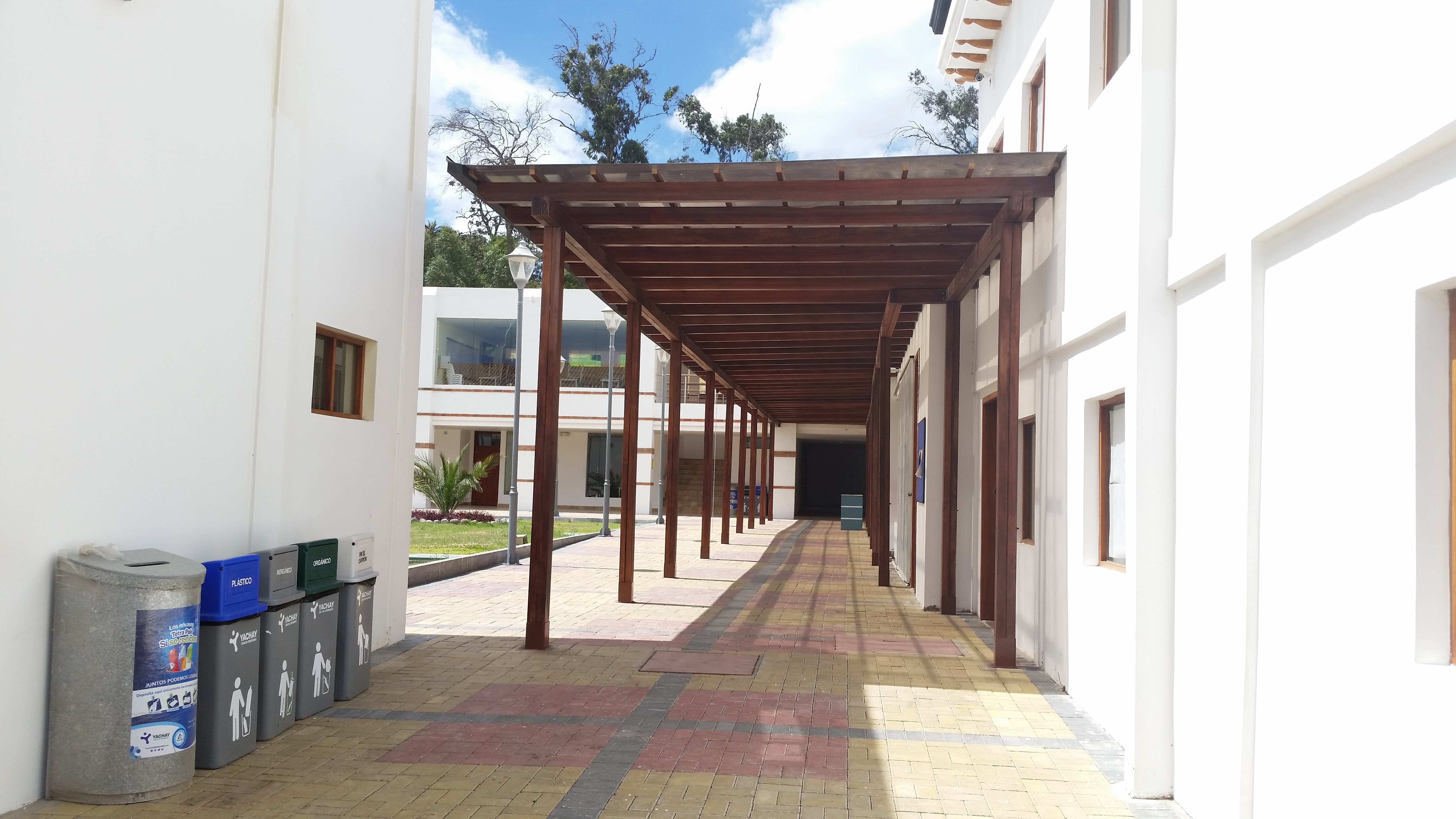
Aulas del Ingenio Azucarero San José

El Gobierno de Ecuador invirtió más de trescientos millones de dólares en el proyecto constructor de la Universidad dirigido en un inicio por la empresa pública Siembra EP (Anteriormente Yachay EP). En 6 años, se han destinado aproximadamente $90 M para Yachay Tech.
Según el Observatorio de Gasto Público del Ecuador, el presupuesto de las universidades en 2020 es de $1,2 mil millones, de los cuales $6 millones se destinan a Yachay Tech. Esto la ubica en el puesto 23 de 31 instituciones de educación superior que el estado financia. Con apenas 1,43% de asignación presupuestaria, la universidad se ha posicionado como las mejores de ese país en temas de investigación. Según Nature Index, Yachay Tech por dos años consecutivos (2019-2020) fue la primera institución en el ranking de investigación (Share) en todas las áreas (subjects).
Se proyecta que contará con 10 000 estudiantes para el año 2040. Fue creada como una universidad científica y de desarrollo de tecnología. En su expediente de creación menciona como objetivos promover la investigación científica, el desarrollo tecnológico y la difusión del conocimiento.
Prioriza la formación del alumnado para actividades científicas interdisciplinarias y colaborativas, teniendo en cuenta las necesidades de otras instituciones de investigación públicas y privadas y la creación de redes de investigación en el ámbito nacional e internacional.
Una de las redes de investigación planeadas es la futura Red Nacional de Supercomputación, desarrollada en torno a Quinde I, el supercomputador de Yachay Tech.

## Organización

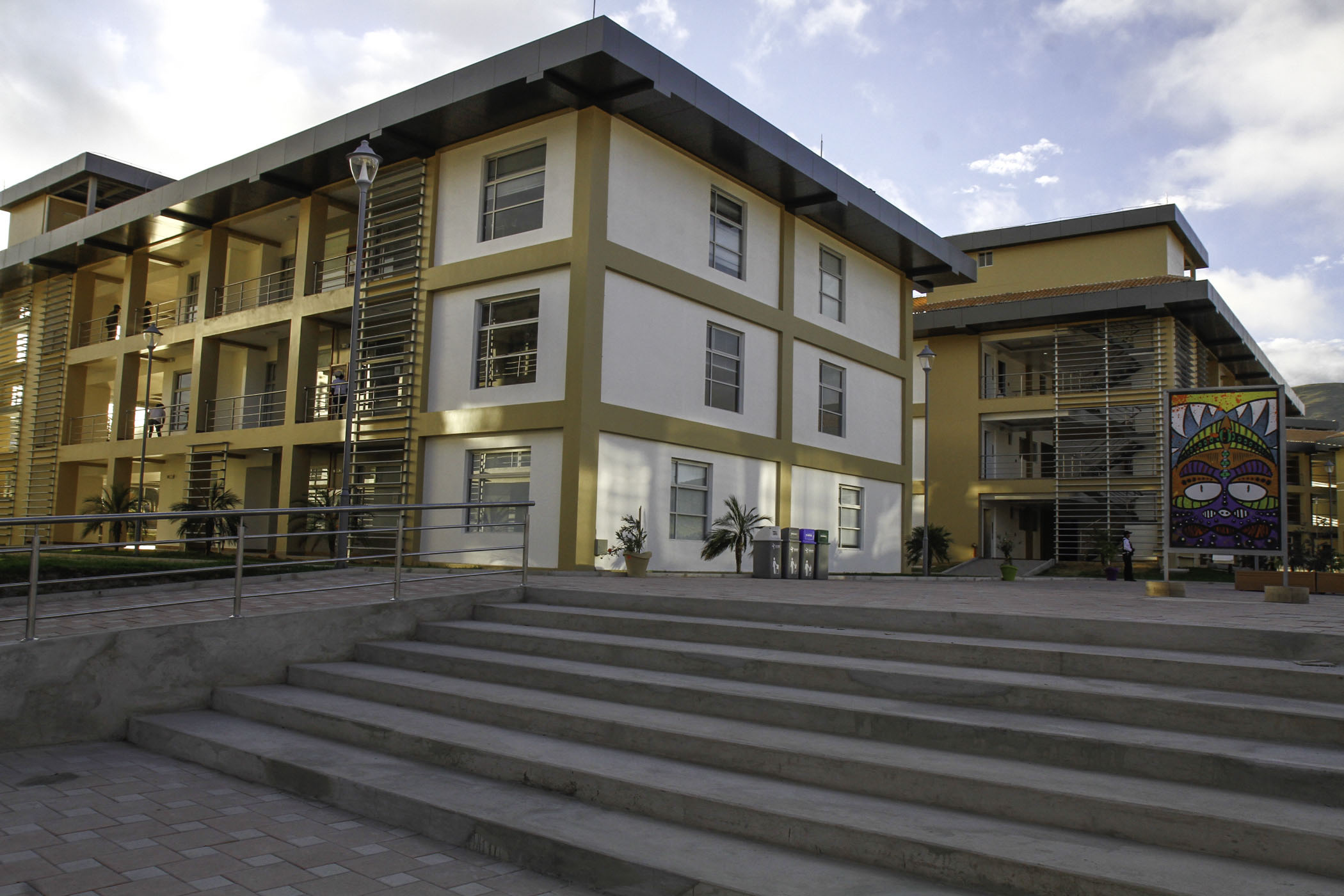
Residencias Estudiantiles

La universidad consta de seis escuelas. La oferta académica, las líneas de investigación y la formación del alumnado tienen correspondencia con las áreas que el gobierno ecuatoriano ha detectado como prioritarias para el cambio de la matriz productiva del país.
Escuelas de la universidad con las carreras a su disposición:
Ciencias Biológicas e Ingeniería (ECBI)
Decano: Dr. Lenin Ramirez
- Ingeniería Biomédica
- Biología

Ciencias Químicas e Ingeniería (ECQI)
Decana: Dra. Vivian Morera
- Química
- Ingeniería de Materiales (cambio por Petroquímica e Ingeniería en polímeros)

Ciencias Físicas y Nanotecnología (ECFN)
Decana: Dra. Gema González
- Física
- Ingeniería en Nanotecnología
- Master in Applied Physics with Major in Nanotechnology (maestría totalmente en inglés)[12]

Ciencias Matemáticas y Computacionales (ECMC)
Decano: Dr. Franklin Camacho
- Matemática
- Tecnologías de la Información (TICs)

Ciencias de la Tierra, Energía y Ambiente (ECTEA)
Decano: Dr. Markus Tellkamp
- Geología

Escuela de Ciencias Agropecuarias y AgroIndustriales (ELIAA)
Decano: Dr. Klever Quimbiulco
- Agroindustria Alimentaria

Formación conjunto a la Universidad Nacional de Educación:
- Ciencias Experimentales

### Sistemas de grado
Cuenta con un sistema de pregrado:
- Grado profesionalizante: Ingeniería (5 años: 290 créditos).

Esta universidad e IKIAM (en cierta medida) son las únicas en el Ecuador que ofertan sus carreras de pregrado con tronco común. Los primeros niveles de estudio (divididos en semestres) los estudiantes cursan las mismas asignaturas promulgadas por sus cinco escuelas independientemente de la carrera a la que fueron admitidos. Además, a partir de la unidad profesionalización, que va desde cuarto/quinto semestre, todas las asignaturas (teóricas y prácticas) se imparten en inglés. Esto facilita la internacionalización de los estudiantes y la universidad, atrayendo a aspirantes, profesores e investigadores.
Hasta septiembre del 2017, Yachay Tech ha desarrollado más de 58 proyectos de investigación y 200 artículos indexados. Los universitarios tienen publicaciones y han ganado premios internacionales. Varios de sus graduados se encuentran realizando maestrías y doctorados (PhDs) en el extranjero (Canadá, EE. UU., Argentina, Brasil, España, Francia, Alemania, Italia, Estonia, Israel, Arabia Saudita, Corea del Sur, Grecia).

### Asociación de Estudiantes de la Universidad Yachay Tech
A fin de garantizar la institucionalización de la universidad, se efectuaron las elecciones de representantes estudiantiles (2023A) dando como resultado los miembros directivos AEYT (2023):
- Presidenta: Nathaly L. Osorio
- Vicepresidente: Andrés Calle
- Secretaria: Rashell Mayacela

Asociación de Estudiantes Graduados de la Universidad Yachay Tech (Alumni Yachay Tech)
La asociación de graduados de la Universidad Yachay Tech cuenta con alrededor de 150 alumni. Dicha asociación cuenta con una directiva que se elige a través de votación para un período de representación de 2 años. La directiva actual está conformada por:
- Presidente: Leduin José Cuenca Macas
- Vicepresidenta: Evelyn Raquel García Paredes
- Secretario Ejecutivo: Fernando Patricio Zhapa Camacho
- Tesorera: María Rosa Preciado Rivas
- Coordinador de Comisiones y de la Bolsa de Empleos: Anthony Sebastian Ramos Cisneros

## Graduados destacados

### Alumni
Entre las graduadas y graduados reconocidos a nivel nacional e internacional se encuentran:
- Carolina Serrano Larrea: Ingeniera biomédica de la Universidad Yachay Tech. Reconocida por el MIT como una de las Innovators Under 35 por su proyecto Gelwear, quien obtuvo también el prestigioso premio Hult Prize a nivel mundial.[15][16][17]
- Joshua Salazar: Físico de la Universidad Yachay Tech.  Reconocido por el MIT como uno de los Innovators Under 35 por su extenso trabajo en la divulgación de ciencia en las comunidades de Ecuador.[18]
- Domenica Garzon: Física de la Universidad Yachay Tech. Reconocida por el MIT como una de las Innovators Under 35[19][20] por su invento para mejorar la condensación de agua en el proyecto Water-Y. Ha realizado estancias de investigación en prestigiosos instituciones como Max Planck y Perimeter Institute.[21]
- Luis Zhinin-Vera: Ingeniero en TICS de la Universidad Yachay Tech. Cofundador de Mind Research Group, ha realizado un extenso trabajo en inteligencia artificial y es autor de varias publicaciones científicas en la misma área.
- Cynthia Arias: Física de la Universidad Yachay Tech. Realizó su maestría en el prestigioso Perimeter Institute de Canadá. Investiga sobre asimetrías y termodinámica en agujeros negros.[22]
- Nicolás Serrano: Ingeniero en TICS de la Universidad Yachay Tech. Es fundador de la reconocida empresa ecuatoriana INNOmaps y tiene un extenso trabajo en Blockchain. Fue coordinador regional de Sustainable Development Solutions.[23]
- Sebastián Gallegos: Geólogo de la Universidad Yachay Tech. Recibió el prestigioso premio  AGU Fall Meeting 2020.[24]
- Jhoao Minango & Arianna Paredes:  Físicos de la Universidad Yachay Tech. Crearon la reconocida empresa Panka Inventions, ganadora de premios verde Latinoamérica, la cual se encarga del reciclaje de líquidos altamente contaminantes.[25]

## Campus

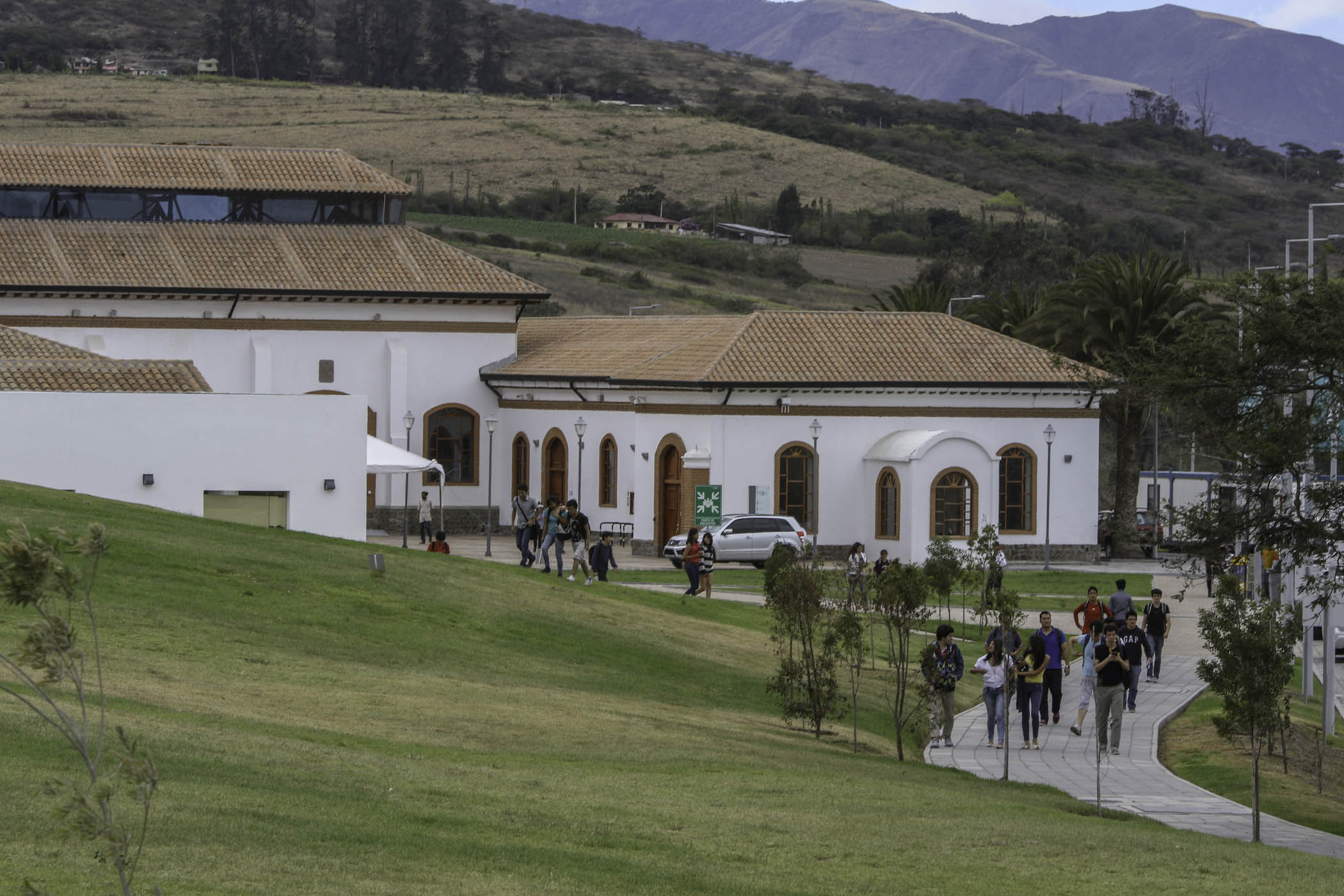
Estudiantes de Yachay Tech

La Universidad Yachay tiene un campus-ciudad, cuenta con viviendas equipadas con servicios básicos, aulas académicas, salas de informática, internet, sala de eventos, biblioteca, lavandería, espacios verdes, entre otros.
La biblioteca virtual de la universidad cuenta con 25 000 títulos de textos para nivelación. También tiene laboratorios dedicados a la docencia y la investigación.

### Biblioteca Patrimonial

Pasillo principal de la Biblioteca Patrimonial

Con un modelo de servicio las 24 horas del día, los 365 días del año, la Biblioteca Patrimonial de Yachay Tech. Esto se debe a que las residencias estudiantiles se ubican alrededor de la universidad y a la eficiencia del sistema de seguridad.
Para proveer sus servicios, emplea el Sistema de gestión bibliotecaria Koha (que en maorí quiere decir 'obsequio' o 'donación') basado en código abierto. Koha es un sistema basado en la Web, y como tal produce salidas compatibles con la especificación XHTML 1.0 y CSS del World Wide Web Consortium (W3C), garantizando su operatividad a través de cientos de navegadores Web, plataformas, sistemas operativos y dispositivos no convencionales.
La antigüedad de las instalaciones data del siglo XIX, siendo uno de los principales sitios de producción de caña de azúcar del Ingenio Azucarero San José. Con la instauración de la Universidad un segmento de las instalaciones reabre sus puertas como biblioteca el 31 de marzo de 2014 y desde entonces es uno de los espacios más importantes dentro del Campus Universitario. Dentro se pueden observar maquinarias de producción agrícola que fueron fabricadas en la Alemania del siglo XX.
En este espacio además se acostumbra realizar eventos (sin afectar el normal funcionamiento) que reconocen el trabajo académico de los profesores y estudiantes. También se realizan eventos donde se difunden los resultados de investigación y se reúnen exponentes para tratar diferentes temas. 

#### Servicios
En la Biblioteca Patrimonial los estudiantes y el público en general pueden acceder a varios servicios que se ofertan:
- Estantería Abierta

Libre acceso a las colecciones y fondo bibliográfico.
- Recursos Electrónicos

Acceso a diversas bases de datos de Scopus, Ebsco, Scifinder, The Royal Society, ASME, APS, entre otras.
- Sala de Audio y Video

Tres salas equipadas con materiales audiovisuales.
- Préstamos

Con el fin de apoyar en las diversas actividades académicas que requieran el uso de material impreso y tecnología informática, se mantiene el servicio de préstamo de libros, revistas, laptops y tabletas tanto para alumnos como para docentes amparados bajo un reglamento interno.

### Clubes Estudiantiles
Entre las actividades extracurriculares que realizan los estudiantes, se encuentran clubes que son fundados por ellos mismos y que cuentan con la coordinación de un profesor. La diversidad de clubes va desde lenguas (Club de francés, alemán, ruso), pasando por áreas artísticas (Club de Danza), hasta áreas técnicas (Comunidad de Ciencias Computacionales).
Entre las organizaciones está el Club de Bienestar Animal, el cual se encarga de reunir fondos para mantener, vacunar y alimentar a un amplio grupo de perros callejeros que se desplazan por todo el campus. Todos los canes que habitan el campus tienen nombre, los estudiantes se encargan de bautizarlos.

### IEEE - YT
A finales de 2019, con la coordinación de vicerrectorado y diversos estudiantes con ánimos de investigación, se conforma oficialmente la Rama Estudiantil IEEE-YT, en la cual sus miembros acceden a los beneficios que otorga el Instituto de Ingeniería Eléctrica y Electrónica (conocido por sus siglas IEEE).
En la competencia de programación IEEExtreme 13.0. El equipo YTCodex quedó en primer lugar a nivel nacional y en el top 10% de los competidores globales.
| Global Rank | Team Name   | Country Rank | School Rank |
| ----------- | ----------- | ------------ | ----------- |
| 258         | YTCodex     | 1            | 1           |
| 540         | SoftDomitas | 8            | 2           |
| 794         | YTScript    | 16           | 3           |
| 1360        | OverflowYt  | 30           | 4           |

## Supercomputador Quinde I
Quinde I es el nombre de la tecnología de computación de alto rendimiento diseñado por IBM. Su estructura y rendimiento lo hace uno de los más potentes de América Latina. Gracias a la coordinación inicial de Andreas Griewank, Yachay Tech lo puso en marcha esta tecnología HPC a finales del 2017, siendo el principal operador del supercomputador. Con capacidad de 500 mil computadoras ejecutando billones de procesos simultáneamente (rendimiento de 232 Tflops), es actualmente el más potente de la Región Andina representando un hito para el desarrollo tecnológico del Ecuador.
En julio de 2023, el supercomputador (conjunto a otros bienes de investigación que estaban en manos de SENESCYT) vuelve a Yachay Tech y se encuentra disponible para el uso de estudiantes de otras universidades e institutos técnicos y tecnológicos.